# Dasysyrphus zinchenkoi
Dasysyrphus zinchenkoi är en tvåvingeart som beskrevs av Mutin och Barkalov 1997. Dasysyrphus zinchenkoi ingår i släktet skogsblomflugor, och familjen blomflugor. Inga underarter finns listade i Catalogue of Life.